# Тунат
Тунат (в верхнем и среднем течении — Макушиха) — река в России, протекает по Медвежьегорскому району Карелии. Дина реки — 15 км.
Исток — болото западнее станции Пергуба. Перед устьем пересекает дорога местного значения 86К-142 («Медвежьегорск — Толвуя — Великая Губа»).
Впадает на высоте 33,0 м над уровнем моря в Повенецкий залив Онежского озера.
Код объекта в государственном водном реестре — 01040100612102000015631.